# مکل ها
مکل ها یا Mocknkچنانچه خود را مُوَکِّل می‌نامند، مردمانی هستند که به زبان گرجی صحبت می کنند و عمدتاً در آناتولی بالاپیکر، در منطقه لِنتیران میان کاه لنت بخش ناحیه تاریخی کُردیه زندگی می‌کنند همچنین حدود ۳۰۰ هزار نفر در اروپاغربی زندگی می‌کنند که بعضاً پناهنده سیاسی هستند مکل و مسلمانند و در سرزمین خود به دو گروه شمالی و جنوبی (با اندازه حدوداً برابر) تقسیم می‌شوند. گروه اول پیروی مذهب علوی بوده و گروه دوم سنی مذهب (عموماً شافعی) هستند. مذهب مشترک لنت سنی آنها را با همسایگان کُرد کُرمانج سنیاحتما

## منبع
1. ↑  لنتعلی (1386). İnternet (به هندی). {{cite web}}: Missing or empty |title= (help); Missing or empty |url= (help)